# It Kills Me
Az It Kills Me Melanie Fiona kanadai R&B-énekesnő második (Kanadában a Give It to Me Right és a Bang Bang után harmadik) kislemeze első, The Bridge című albumáról. A kislemez és az album is 2009-ben jelent meg. A dal producere Andrea Martin. A dal hét hétig vezette az Amerikai Egyesült Államokban a Billboard R&B-slágerlistát és Grammy-díjra is jelölték legjobb női R&B-felvétel kategóriában.

## Remixek
A dalhoz a következő remixek készültek:
- It Kills Me (Da Internz Remix) – 3:57
- It Kills Me (Headbanga Remix)	– 3:25
- It Kills Me (Headbanga Extended Remix) – 5:45
- It Kills Me (E. London Mega Mix) – 4:40
- It Kills Me (E. London Mega Club Mix) – 7:13
- It Kills Me (Mike D. Remix) – 3:31
- It Kills Me (Remix feat. Ghostface Killah) – 4:10
- It Kills Me (Acoustic) – 4:03

## Helyezések
| Slágerlista (2009–2010)             | Legmagasabb helyezés |
| ----------------------------------- | -------------------- |
| USA Billboard Hot 100               | 41                   |
| USA Billboard Hot R&B/Hip-Hop Songs | 1 (9 hétig)          |
| US Billboard Urban AC               | 2                    |
| US Billboard Rhythmic Top 40        | 28                   |